# Miroslav Bošković
Miroslav Bošković (in serbo Мирослав Бошковић?; Belgrado, 3 gennaio 1947 – Danilovgrad, 17 agosto 2023) è stato un calciatore serbo, di ruolo difensore.

## Carriera

### Club
Soprannominato "Galeb" (in italiano Gabbiano) mosse i primi passi calcistici nel Zara. 
Notato da Luka Kaliterna fu portato al Hajduk Spalato, con il quale esordì il 22 agosto 1965 nella partita casalinga contro la Stella Rossa.
Nella edizione 1966-67 di Coppa di Jugoslavia fu messo titolare da Dušan Nenković in sostituzione all'infortunato Ante Žaja, finale che lo vide trionfante ai danni del Sarajevo.
Nel 1973 passò al Partizan infrangendo l'allora regolarmento della federazione che imponeva di non poter cambiare squadra fino al termine del contratto. 
Successivamente si trasferì in Francia tra le file del Angers dove giocò diverse stagioni. 
Terminò la carriera nel Sinđelić Belgrado.

### Nazionale
Con la nazionale jugoslava giocò 6 partite e fece un autogol, debuttò il 25 giugno 1968 contro il Brasile a Belgrado mentre l'ultima partita la giocò il 9 luglio 1972 contro l'Argentina a Rio de Janeiro.

## Statistiche

### Cronologia presenze e reti in nazionale
| Cronologia completa delle presenze e delle reti in nazionale ― Jugoslavia | Cronologia completa delle presenze e delle reti in nazionale ― Jugoslavia | Cronologia completa delle presenze e delle reti in nazionale ― Jugoslavia | Cronologia completa delle presenze e delle reti in nazionale ― Jugoslavia | Cronologia completa delle presenze e delle reti in nazionale ― Jugoslavia | Cronologia completa delle presenze e delle reti in nazionale ― Jugoslavia | Cronologia completa delle presenze e delle reti in nazionale ― Jugoslavia | Cronologia completa delle presenze e delle reti in nazionale ― Jugoslavia |
| Data                                                                      | Città                                                                     | In casa                                                                   | Risultato                                                                 | Ospiti                                                                    | Competizione                                                              | Reti                                                                      | Note                                                                      |
| ------------------------------------------------------------------------- | ------------------------------------------------------------------------- | ------------------------------------------------------------------------- | ------------------------------------------------------------------------- | ------------------------------------------------------------------------- | ------------------------------------------------------------------------- | ------------------------------------------------------------------------- | ------------------------------------------------------------------------- |
| 25-6-1968                                                                 | Belgrado                                                                  | Jugoslavia                                                                | 0 – 2                                                                     | Brasile                                                                   | Amichevole                                                                | -                                                                         | 67’                                                                       |
| 16-10-1968                                                                | Bruxelles                                                                 | Belgio                                                                    | 3 – 0                                                                     | Jugoslavia                                                                | Qual. Mondiali 1970                                                       | -                                                                         | 46’                                                                       |
| 25-6-1972                                                                 | Manaus                                                                    | Jugoslavia                                                                | 2 – 1                                                                     | Perù                                                                      | Amichevole                                                                | -                                                                         | 46’                                                                       |
| 29-6-1972                                                                 | Belo Horizonte                                                            | Jugoslavia                                                                | 2 – 2                                                                     | Scozia                                                                    | Amichevole                                                                | -                                                                         | 38’                                                                       |
| 6-7-1972                                                                  | San Paolo                                                                 | Jugoslavia                                                                | 2 – 1                                                                     | Cecoslovacchia                                                            | Amichevole                                                                | -                                                                         |                                                                           |
| 9-7-1972                                                                  | Rio de Janeiro                                                            | Jugoslavia                                                                | 4 – 2                                                                     | Argentina                                                                 | Amichevole                                                                | -                                                                         |                                                                           |
| Totale                                                                    |                                                                           | Presenze                                                                  | 6                                                                         |                                                                           | Reti                                                                      | 0                                                                         |                                                                           |

## Palmarès

### Club

#### Competizione nazionale
- Coppa di Jugoslavia: 2

Hajduk Spalato: 1966-1967, 1971-1972
- Campionato jugoslavo: 1

Hajduk Spalato: 1970-1971